# قلعة كون
قلعة كون هي بمثابة اختبار لمختبر جامعة كاليفورنيا للإشعاع الذي أصبح اسمه الآن لمختبر لورانس ليفرمور الوطني والذي صمملإنتاج جهاز نووي حراري.

## نبذة
أظهر تحليل ما بعد اللقطة أن الفشل كان بسبب التسخين المبكر للثانوي بسبب تدفق النيوترون في المرحلة الابتدائية. كان هذا عيب بسيط في التصميم ولا يتعلق بالهندسة الفريدة للثانوي.
تم إلغاء اللقطة الثانية نظرا لأنه يشارك نفس عيب التصميم. تتكون المرحلة الثانوية من كرة مركزية تشع منها المسامير على شكل نجمة.